# La Campana (calle de Sevilla)

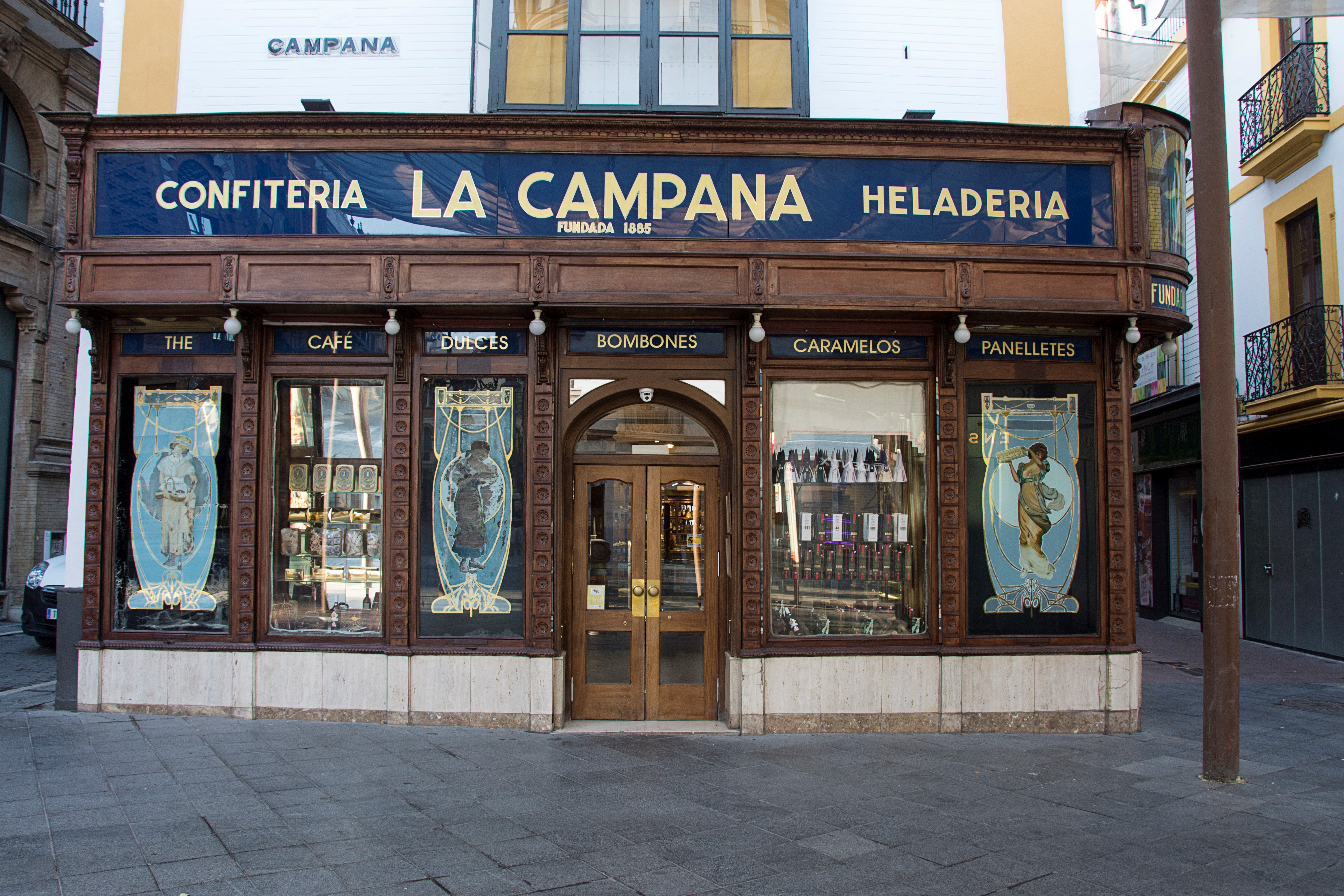
Exterior de la confitería La Campana.

La Campana, denominada oficialmente como Campana, es una de las vías más conocidas y concurridas del centro histórico de la ciudad española de Sevilla. Comunica la plaza del Duque con la calle Martín Villa y es donde termina la también tradicional calle Sierpes.

## Historia
El primer documento que hace referencia a este espacio data de 1510, donde se describe como "la calle que va desde la salida de Sierpes a la plaza del Duque". En 1666, aparece referenciada ya con el nombre de Campana.
Fue conocida anteriormente como calle de Pasteleros, por los establecimientos especializados en la elaboración de dulces que allí se localizaban. En la actualidad sigue existiendo una tradicional confitería llamada como la calle.
Aunque no existen referencias escritas, la denominación actual de Campana, según González de León, derivaría de un antiguo almacén que existía allí y que el ayuntamiento utilizaba como central de bomberos; de este edificio colgaba una campana, que era la que tocaba al público para movilizar a operarios y vecinos. Una vez derribado el edificio y como recuerdo, se pintó en una fachada una campana que permaneció durante unos años. En el plano de la ciudad de Olavide aparece como relativamente estrecha y con salidas pequeñas.
En 1961, durante la riada del Tamarguillo, la última gran inundación sufrida por la ciudad de Sevilla, La Campana quedó inundada como gran parte de un antiguo cauce del Guadalquivir que discurría entre la Alameda de Hércules y la calle García de Vinuesa.

## Descripción
Su configuración actual, que data del siglo  XIX, es la de una vía corta y relativamente amplia con estrechamientos en sus extremos que le dan aspecto de plaza. Se ubica en un eje ideal de este a oeste, que comunicaría la Puerta Real hasta la Puerta Osario. El inmueble más antiguo de la calle es de la confitería de la Campana, que data de 1885. Otro inmueble destacado en esquina a calle Martín Villa es el edificio de estilo neomudéjar para Manuel Nogueira proyectado por Aníbal González en 1907 y que constituye la sede de la entidad bancaria Bankinter. También sobresale el edificio que hace esquina hacia la plaza del Duque, de 1912, obra del arquitecto José Gómez Millán.

## La Campana y la Semana Santa
La Campana marca el comienzo de la Carrera Oficial de la Semana Santa de Sevilla. La carrera oficial es un recorrido establecido para casi todas las cofradías que procesionan en la Semana Santa. Este recorrido está dotado de sillas de alquiler.